# Harry Patch (In Memory Of)
Harry Patch (In Memory Of) è un singolo dei Radiohead. La canzone è dedicata all'ultracentenario soldato Harry Patch, ultimo ad aver combattuto nelle trincee durante la prima guerra mondiale ancora in vita. Harry Patch (In Memory Of) è stata pubblicata il 5 agosto 2009 per il download e venduta per 1 £ nel sito della band; il ricavato è stato devoluto alla Royal British Legion.
Il brano fu composto da Jonny Greenwood con il testo di Thom Yorke.

## Formazione
- Thom Yorke - voce
- Jonny Greenwood - Orchestrazioni